# Dračí Hlídka
Dračí Hlídka je česká hra na hrdiny, kterou v roce 2020 vytvořili Pavel „Tirus“ Ondrusz a jeho tým jako duchovního nástupce Dračího doupěte. Podobně jako její předchůdce vyšla i Dračí Hlídka ve dvou knihách – v Příručce pro hráče a Příručce vypravěče. Také po vzoru Dračího doupěte jsou pravidla edičně rozdělena do Pravidel pro začátečníky a Pravidel pro pokročilé (dle moci a schopností hráčských postav). Na rozdíl od jejího vzoru klade Dračí Hlídka větší důraz na rozmanitost herních postav a znovuhratelnost. Také přináší nové povolání klerika. Páteří celé hry je dovednostní systém, na jehož základě (a hodu desetistěnnou kostkou) vypravěč určuje úspěch nebo neúspěch akcí hráčských postav.

## Základní principy hry
Dračí Hlídka patří mezi stolní příběhové hry, tzv. hry na hrdiny, kde se jeden z hráčů ujímá role vypravěče (taktéž Pána jeskyně nebo PJ) a vytváří příběh hry pro ostatní hráče. Žánrem Dračí Hlídky je fantasy. Hráčské postavy jsou tedy obvykle dobrodruzi a herní svět, který hráčům prezentuje vypravěč a postavy jej spolu procházejí, tomu odpovídá. Během hry vypravěč popisuje prostředí a situace a hráči na ně reagují a řeší případné hádanky a zápletky.
Hra nemá žádný pevný hrací plán, naopak hráči si mohou pro každou hru vytvářet vlastní a jejich četnost a podoba je omezena jen hráčskou fantazií. Podobně tomu je i u samotného hraní, kdy pravidla a vypravěč pouze popisují náročnost jednotlivých činností, o které se hráči chtějí pokusit, ale to, o co se přesně bude jednat, je jen na rozhodnutí hráčů. Jejich úspěch nebo selhání pak ovlivňuje náhoda (hod kostkou).
Vypravěč se ale nemusí spoléhat jen na vlastní kreativitu a může pro hru využít předpřipravené dobrodružství z webové stránky Dračí Hlídky, nebo převést do jeho vlastního herního světa předem připravené dobrodružství pro jinou podobnou hru na hrdiny.
Z pohledu kategorizace her na hrdiny je Dračí Hlídka klasickou stolní hrou na hrdiny, jejímž jádrem je hybrid systému povolání a úrovní (class&level) a dovednostního systému (skill-based). Hlavní vyhodnocovací mechanikou je hod kostkou (pro dovednosti desetistěnnou kostkou, pro boj šestistěnnou kostkou). Kromě těchto dvou typů herních kostek, Dračí Hlídka jiné nevyužívá.

## Herní postavy
Při tvorbě herní postavy si lze v Dračí Hlídce vybrat z několika různých ras, které se liší historií, fyzickými atributy, a každá z nich má navíc nějakou vlastní zvláštní rodovou schopnost. Pravidla hráči nabízí výběr z klasických fantasy ras: barbar, člověk, elf, gnóm, obr, půlčík a trpaslík.

### Rasy
Barbaři - Jsou to vzdálení příbuzní lidí. Barbaři bývají o něco vyšší a statnější. Těla mají často zdobena klanovým tetováním, náušnicemi nebo skrz kůži propíchnutými kůstkami. Bývají hrdí a přímí, bez zbytečných vytáček a řečí okolo. Jejich zvláštní rodovou schopností je Houževnatost (snáz se uzdravují).
Elfové - Bývají o něco málo menší než lidé, taktéž útlejší. Mají jemné rysy tváře a často udržované dlouhé vlasy. Jsou dlouhověcí a nezřídka samotářští. Jejich zvláštní rodovou schopností je Orlí zrak (lépe vidí).
Gnómové - Jsou velice malí a hubení, často se špatným zrakem a nějakou formou brýlí. Většinou mají husté a rozcuchané vlasy. Bývají paranoidní a mívají smysl pro škodolibý humor. Jejich zvláštní rodovou schopností je Zručnost (mají lepší jemnou motoriku).
Lidé - Jsou nejrozšířenější ze všech ras. Podle jejich původu se taktéž liší jejich zevnějšek a způsob jednání, který je daný jejich výchovou. Jejich zvláštní rodovou schopností je Všestrannost (lépe se učí dovednostem).
Obři - Jsou výrazně vyšší než lidé, jsou statní a jejich kůže je tlustá a zrohovatělá. Často jsou velmi silní zato rozumu obvykle moc nepobrali. Jejich zvláštní rodovou schopností je Hroší kůže (má lepší obranu).
Půlčíci - Jsou drobní a často zakulacení, za což může jejich láska k dobrému jídlu a pití. Pověstné jsou jejich chlupaté nohy a jejich obliba v chůzi naboso. Bývají veselí, přátelští, pohostinní a často nebývale optimističtí.  Jejich zvláštní rodovou schopností je Tichošlápek (pohybují se více nenápadně).
Trpaslíci - Jsou malí, o něco větší než půlčíci, ale mnohem mohutnější a statnější. Jejich obličeje obvykle zdobí pěstěný plnovous. Jsou poměrně dost vznětliví a pro ránu nejdou daleko. Jejich zvláštní rodovou schopností je Vidění ve tmě (na krátkou vzdálenost vidí ve tmě).

### Povolání
Každá postava má rovněž volitelné povolání, které předurčuje, jakou roli bude v družině a jejích dobrodružstvích hrát. Dračí Hlídka jich má v základu šest, přičemž každé z nich se pak rozděluje na tři větve (tzv. specializace), z kterých si hráč může taktéž vybrat, ale nemusí. Mezi základní povolání patří alchymista, hraničář, klerik, kouzelník, válečník a zloděj. Moc postavy se v průběhu hraní může zvyšovat, zejména tím jak postupuje na vyšší úroveň.
Alchymista - Mezi jeho schopnosti patří udělat z obyčejných věcí něco neobyčejného. Dokáží z dostupných surovin vyrábět různé lektvary, trhaviny a dokonce magické předměty. Jeho specializace jsou medicus (anatomie), pyromant (výbušniny) a theurg (energie a démoni).
Hraničář - Je to vynikající lovec, stopař a střelec. Jen málokdo se mu v divočině vyrovná. Jeho specializace jsou druid (spřízněnost s přírodou), chodec (průzkum) a pán zvířat (zvířata).
Klerik - Díky své pevné víře dokáže u svého patrona vyprosit zásah vyšší moci a rozumí mnohému nadpřirozenému. Jeho specializace jsou bojový mnich (boj s nepřáteli církve), exorcista (vymítání démonů) a kněz (léčení).
Kouzelník - Vládne magií a dokáže tak ohýbat realitu ke svým potřebám. Svými kouzly dokáže zpražit své nepřátele, přesunout se instantně z místa na místo nebo třeba změnit podobu. Jeho specializace jsou bojový mág (divoká magie), čaroděj (magie časoprostoru a psychiky) a nekromant (černá magie).
Válečník - Bojuje ve zbroji a zbraní proti zlu a často chrání bezbranné a slabé. To on stává v první linii proti všem hrůzám a netvorům, které družina může potkat. Jeho specializace jsou berserkr (divoký bojovník), šermíř (hbitý elegantní bojovník) a rytíř (taktik v těžké zbroji).
Zloděj - Je to mistr všeho skrytého. Dokáže proniknout tam, kam se normální člověk jen tak nedostane, a získat to, co je jiným zapovězeno. Vyzná se v nenápadnosti a má hbité prsty. Jeho specializace jsou assassin (smrtící zabiják), lupič (vniknutí, zámky a pasti) a sicco (informace a kontakty).

## Délka hry
Délka hry Dračí Hlídky se velmi liší podle toho, jaký příběh pro své hráče vypravěč připraví. Může se jednat o jedno dobrodružství, kterým se nestráví více než hodina nebo dvě času. Ale může být i velké, které bude trvat i čtyři nebo více hodin. Mnoho hráčů hraje taková dobrodružství na několik sezení, než je úspěšně dokončí. A ty největší příběhy, tzv. tažení mohou trvat i několik let pravidelných setkávání přátel, kdy jejich postavy řeší jeden obrovský příběh nebo spoustu drobných, na sebe navazujících.

## Historie

### Začátky projektu
Vývoji knih předcházelo v roce 2015 vyjednávání se zástupci firmy Altar, již jsou vydavateli a vlastníky práv k původní hře Dračí Doupě. Autorský záměr obou stran se ovšem rozcházel a jednání neskončila dohodou.
I přes odmítnutí zůstalo Dračí Doupě pro autora Pavla Ondrusze vzorem pro novou hru inspirovanou středověkem a žánrem low fantasy. Jako základní stavební kameny Dračí Hlídky byly zvoleny herní mechanismy tvrdého souboje a pomalého léčení. Hlavní důraz byl ale kladen na roleplay, což v důsledku vedlo k tlaku na jednoduchost pravidel a snížení počtu vyhodnocovacích hodů, vzorců i tabulek napříč herními příručkami. S rostoucím týmem se autor později inspiroval i u klasiky herního žánru, hry Dungeons & Dragons.
Od prvních měsíců se do projektu zapojil i hlavní ilustrátor Dračí Hlídky Jakub Politzer, který později stál za logem hry, obálkami příruček, černobílými ilustracemi uvnitř knih, i za vzhledem webu.

### Zpětná vazba a betaverze
Od roku 2016, kdy vznikla první hrubá verze hry, začal Pavel Ondrusz s rostoucím týmem sbírat zpětnou vazbu a představovat Dračí Hlídku na veřejných akcích a testovacích sezeních. V těchto letech začal projekt získávat na popularitě nejen na regionální úrovni, ale také online na sociálních sítích. Fanoušci hry, kteří v průběhu let projekt podpořili, byli přizváni do beta testingu, který v roce 2019 odstartovala distribuce tištěné betaverze knih.

### První vydání Pravidel pro začátečníky
(ISBN 978-80-88067-19-1, ISBN 978-80-88067-18-4, ISBN 978-80-88067-20-7)
Přes komplikace způsobené pandemií koronaviru byla 22. září 2020 úspěšně vydána první pravidla Dračí Hlídky – Pravidla pro začátečníky verze 1.0 – pod nakladatelstvím Golden Dog. Společně se standardní edicí vyšla i limitovaná sběratelská edice v pevné vazbě. Jako doprovodný produkt byla také ve formátu A1 vydána mapa království Othion ve fantasy světě Domovina. Tento autorský svět se formou jednorázových dobrodružství hráčům postupně odhaluje i na webu projektu.
Pravidla byla rozdělena na Příručku pro hráče (Základní průvodce hrou) a Příručku vypravěče (Základní tvorba příběhu). Pravidla pro začátečníky obsahují základy pro hru postav na 1. až 5. úrovni. V Příručce pro hráče jsou uvedeny mechaniky hry a postupy pro tvorbu a rozvoj postavy, zatímco Příručka vypravěče si klade za cíl pomoci Pánovi jeskyně vytvořit a vést hru a obsahuje také bestiář – přehled tvorů, s kterými se hráči ve hře mohou setkat.
Tvůrci Dračí Hlídky podpořili, zasláním výtisků zdarma, bezmála stovku center volnočasových aktivit mládeže v Česku i na Slovensku. Celý náklad 2500 kusů pravidel byl vyprodán během prvních deseti týdnů. Tento úspěch byl mj. impulsem k práci na Pravidlech pro pokročilé, která by hru rozšířila o herní postavy na vyšších úrovních.

### Druhé vydání Pravidel pro začátečníky
(ISBN 978-80-908162-0-6, ISBN 978-80-908162-1-3, ISBN 978-80-908162-2-0)
Tvůrci nepřestali se sběrem zpětné vazby ani po vydání prvních knih a v červnu 2021 vydali Pravidla pro začátečníky verze 1.1 s některými jasnějšími formulacemi a úpravami několika herních mechanik. Toto vydání zaštítilo nakladatelství Black Tower. Nejprve jako "Pavel Ondrusz - Black Tower", následné 3 dotisky už jako Black Tower Entertainment s.r.o.. Včetně zatím posledního dotisku v září 2024 bylo zatím vydáno 5000 kusů verze 1.1. Formát knih byl pouze v měkké vazbě. Errata lze stáhnout i na webu projektu.

### První vydání Pravidel pro pokročilé
(ISBN 978-80-908162-6-8, ISBN 978-80-908162-8-2, ISBN 978-80-908162-7-5)
(ISBN 978-80-908939-1-7)
Dne 9. června 2023, tak aby mohla být pokřtěna na HlídConu 2023, vyšla Pravidla pro pokročilé – verze 1.1. Podobně jako u Pravidel pro začátečníky verze 1.0, vyšlo toto první vydání Pravidel pro pokročilé v měkké i tvrdé vazbě.
Hlavním obsahem těchto knih bylo rozšíření možností hráčských postav a jejich další rozvoj na vyšších úrovních (od 6. do 24. úrovně) . Dále přibyla možnost rozšířeného soubojového systému. Vypravěči se dočkali nových rad a tipů pro vedení her, tvorbu příběhů i hraní online. Nechyběla ani nová monstra (včetně draků).

## Přidružené produkty

### Ukázková verze pravidel
V prosinci 2020 byla vydána odlehčená Ukázková verze pravidel ve formátu PDF, kterou je možné na webu Dračí Hlídky stáhnout zdarma. Ukázková verze obsahuje všechny potřebné herní mechaniky a návod pro tvorbu postavy pro 1. úroveň.

### Kniha monster (Sbírka unikátních tvorů)
(ISBN 978-80-908162-3-7)
Na podzim roku 2021 vyšla Kniha monster (takzvaný "monsterbook") obsahující sto originálních monster s příběhy. Každé monstrum dostalo i výzvu, tedy ohodnocení, kolik hráčů na jaké úrovni je doporučené pro střet s ním. Ne všechna monstra jsou zlá a zapeklité pozadí dělá z některých monster zajímavé antihrdiny.

### Druhé vydání Knihy monster
(ISBN 978-80-908939-2-4)
Na podzim roku 2023 byl vydán dotisk "monsterbooku", tentokrát pouze v brožované vazbě.

### Likvidátor
(ISBN 978-80-908162-5-1)
Kniha Likvidátor, jejímž autorem je Viktor Beznoh, vyšla v roce 2022. Nejednalo se o herní příručku. Likvidátor byla sbírka povídek humorné fantasy. V hlavní roli zde vystupuje Ya-pan Yapachson, likvidátor pojistných událostí První gnómské cechovní pokladnice. Jeho úkolem je zkoumat podezřelé případy, které jsou dány pojišťovně k proplacení a přijít jim na kloub. Není divu, že ho často přivedou do velmi ošemetných situací, se kterými se čtenář ještě určitě nesetkal.

### Hrdinové Domoviny: Dáma z Agor-Nhat
(ISBN 978-80-908162-4-4)
V roce 2022 také vyšel gamebook Dáma z Agor-Nhat od Evy Lassler. V tomto detektivním dobrodružství pro jednoho hráče se čtenář vtělí do role Eiryona Severina, mladého klerika, který se po devatenácti letech vrací do rodného Smířova na pohřeb svého otce. Hrůzné události ho však krátce nato vyšlou na nebezpečnou cestu po světě Domovina.

### Krypty a jeskyně: Herní kompendium
(ISBN 978-80-908939-3-1)
Krypty a jeskyně jsou prvním kompendiem Dračí Hlídky. Vyšly v listopadu 2023, v omezeném nákladu 333 výtisků, ve formě speciálního pořadače se 76 vloženými listy. Ty obsahují tři napínavé příběhy, které hráče zavedou k trpasličímu městu Dun Barak, do hlubin děsivého žaláře a do slizkého hnízda prastaré hmyzí rasy. Součástí jsou také menší doplňky pro všech šest povolání hráčských postav (nová kouzla atp.). Obsah kompendia lze navíc díky jeho provedení měnit dle uvážení svého majitele.

### Stoostrovy: Herní kompendium
(ISBN 978-80-908939-5-5)
Druhým kompendiem, jež vyšlo v srpnu 2024, byly Stoostrovy. Opět šlo o speciální pořadač v nákladu 333 výtisků, obsahově oproti prvnímu kompendiu poněkud objemnější (119 vyjímatelných listů). Dobrodružství tohoto kompendia jsou tematicky situovaná do přístavního města plného intrik, na vulkanický ostrov obývaný piráty a dalšími pochybnými existencemi, a na výpravu k magickému ostrovu plnou podivných událostí, jež se změní v boj o přežití. Kromě těchto tří příběhů, kompendium opět obsahuje několik doplňků pro hráčské postavy. 

### Karty cizích postav: 1. edice – Rodáci Domoviny
V květnu 2025 byla vydaná sada karet představujících postavy ze světa Domovina, jež by Vypravěči mohli využívat při hraní. Celkem v této edici vyšlo 110 očíslovaných karet. Prvních 100 karet se nacházelo v každém balení. Ze zbylých 10 karet pak byla v balení jedna náhodně. Karty byly vytištěné ve standardním rozměru 63.5mm x 88.9mm. Kromě obrázku a čísla byly karty nepopsané. Informace o dané postavě si majitel balíčku mohl přečíst na portálu https://karty.dracihlidka.cz/ (po zadání unikátního kódu z balení).

### Hrdinové Domoviny 2: Ztracené město Galadu
(ISBN 978-80-908939-8-6)
V červenci 2025 byl vydán druhý gamebook z řady Hrdinové Domoviny. Autorka Eva Lassler zde pokračuje v příběhu, který se odehrává ve světě Domovina a jehož hlavní postavou je opět klerik Eiryon Severin.

## Další aktivity

### Ambasadoři Dračí Hlídky
Během roku 2021 se začala formovat část týmu Dračí Hlídky nazývaná Ambasadoři (či Ambasadorský program). Smysl tohoto programu je aktivně podporovat hraní Hlídky a výchovu nových hráčů a vypravěčů.
Ambasadoři jsou členové týmu, kteří Dračí Hlídku předvádějí (obvykle formou jednorázových her) na různých fantasy setkáních a conech, či online.
Za tuto aktivitu jsou Ambasadoři odměňování přístupem k interním informacím, produkty Dračí Hlídky a možností více ovlivňovat dění v týmu a podobu budoucích produktů.

### HlídCon
HlídCon je každoroční setkání fanoušků Dračí Hlídky. První ročník proběhl 10. – 12. června 2022 v DDM Ulita v Praze. Druhý ročník se konal v termínu 9. – 11. června 2023 v prostorách Střední školy designu a umění, knižní kultury a ekonomiky Náhorní v pražských Kobylisích. Třetí ročník proběhl 7. – 9. června 2024 opět na střední škole v Kobylisích, nově plně pod záštitou spolku Hlídkaři z.s. Čtvrtý ročník HlídConu byl tímto spolkem uspořádán na stejném místě ve dnech 6. – 8. června 2025.

### Online turnaje v Dračí Hlídce
13. března 2021 proběhl na Discordu první oficiální online turnaj. Do turnaje se přihlásilo 50 hráčů (10 družin po pěti). (doplnit kdo vyhrál, které dobrodružství se hrálo)
14. května 2022 proběhl druhý online turnaj v Dračí Hlídce. (doplnit účast, kdo vyhrál, které dobrodružství se hrálo)
V průběhu celého měsíce května 2025 se odehrával turnaj organizovaný Discord serverem U Želváka (Miroslav „Želvák“ Konopásek). Hrálo se dobrodružství „Turnaj družin v Želvákopoli“ s předpřipravenými postavami. Turnaje se účastnilo celkem X čtyřčlenných družin. Zvítězila družina Y.

### Hlídkaři z.s.
Dne 5. října 2023 byl zapsán spolek s názvem Hlídkaři z.s. Hlavním účelem spolku je oficiálně sdružovat osoby, jež se zaměřují na sociální, kulturní a edukační rozvoj v oblasti nebo v souvislosti s díly spojenými s fantasy či sci-fi světy, zejména pak s Dračí Hlídkou. První větší akcí spolku bylo pořádání HlídConu v roce 2024.